# Definition
A Definition című lemez a Diaura nevű japán visual kei együttes negyedik minialbuma, mely 2019. február 13-án jelent meg az NDG kiadásában. Az Oricon heti listáján 43. helyezett volt, az Indies listán pedig hatodik. Az albumról 2018. október 24-én Malice címmel jelent meg kislemez. Videoklip a Dantódai kara ai o komete (断頭台から愛を込めて; Hepburn: Dantōdai kara ai o komete) című dalhoz készült.

## Háttér
A Definition az ember mibenlétét boncolgatja, emiatt a lemez két külön borítóval jelent meg, az egyiken az „organikus”, a másikon a „mechanikus” tematikával: az A-típuson egy ember látható, ahogy „felemészti” a technológia, a B-típuson pedig egy emberszerű robot. A két verzió két külön dallal nyit, az ivy és a Phantom más-más szemszögből mutatja be az „emberiség illúzióját”.

## Számlista
Az összes dalszöveg szerzője yo-ka. 
| A-típus | A-típus                                                                              | A-típus | A-típus | A-típus | A-típus | A-típus | A-típus | A-típus | A-típus |
| #       | Cím                                                                                  | Zene    | Hossz   |         |         |         |         |         |         |
| ------- | ------------------------------------------------------------------------------------ | ------- | ------- | ------- | ------- | ------- | ------- | ------- | ------- |
| 1.      | ivy                                                                                  | Kei     | 4:14    |         |         |         |         |         |         |
| 2.      | Malice                                                                               | Kei     | 4:28    |         |         |         |         |         |         |
| 3.      | Uszo to waltz o (嘘とワルツを; Hepburn: Uso to waltz o)                              | yo-ka   | 4:31    |         |         |         |         |         |         |
| 4.      | [dignity]                                                                            | Kei     | 3:59    |         |         |         |         |         |         |
| 5.      | Hell Glide (ヘルグライド)                                                            | yo-ka   | 2:54    |         |         |         |         |         |         |
| 6.      | Species                                                                              | Kei     | 3:51    |         |         |         |         |         |         |
| 7.      | Dantódai kara ai o komete (断頭台から愛を込めて; Hepburn: Dantōdai kara ai o komete) | Kei     | 4:45    |         |         |         |         |         |         |
| 28:42   |                                                                                      |         |         |         |         |         |         |         |         |

| 1. | Dantódai kara ai o komete (断頭台から愛を込めて; Hepburn: Dantōdai kara ai o komete) (videoklip) |  |

| B-típus | B-típus              | B-típus | B-típus | B-típus | B-típus | B-típus | B-típus | B-típus | B-típus |
| #       | Cím                  | Zene    | Hossz   |         |         |         |         |         |         |
| ------- | -------------------- | ------- | ------- | ------- | ------- | ------- | ------- | ------- | ------- |
| 1.      | Phantom (ファントム) | yo-ka   | 3:46    |         |         |         |         |         |         |
| 28:14   |                      |         |         |         |         |         |         |         |         |